# (58896) Schlosser
(58896) Schlosser est un astéroïde de la ceinture principale.

## Description
(58896) Schlosser est un astéroïde de la ceinture principale. Il fut découvert le 15 mai 1998 à Heppenheim par l'observatoire d'Heppenheim. Il présente une orbite caractérisée par un demi-grand axe de 2,72 UA, une excentricité de 0,16 et une inclinaison de 13,0° par rapport à l'écliptique.

## Compléments